# 마쓰에성

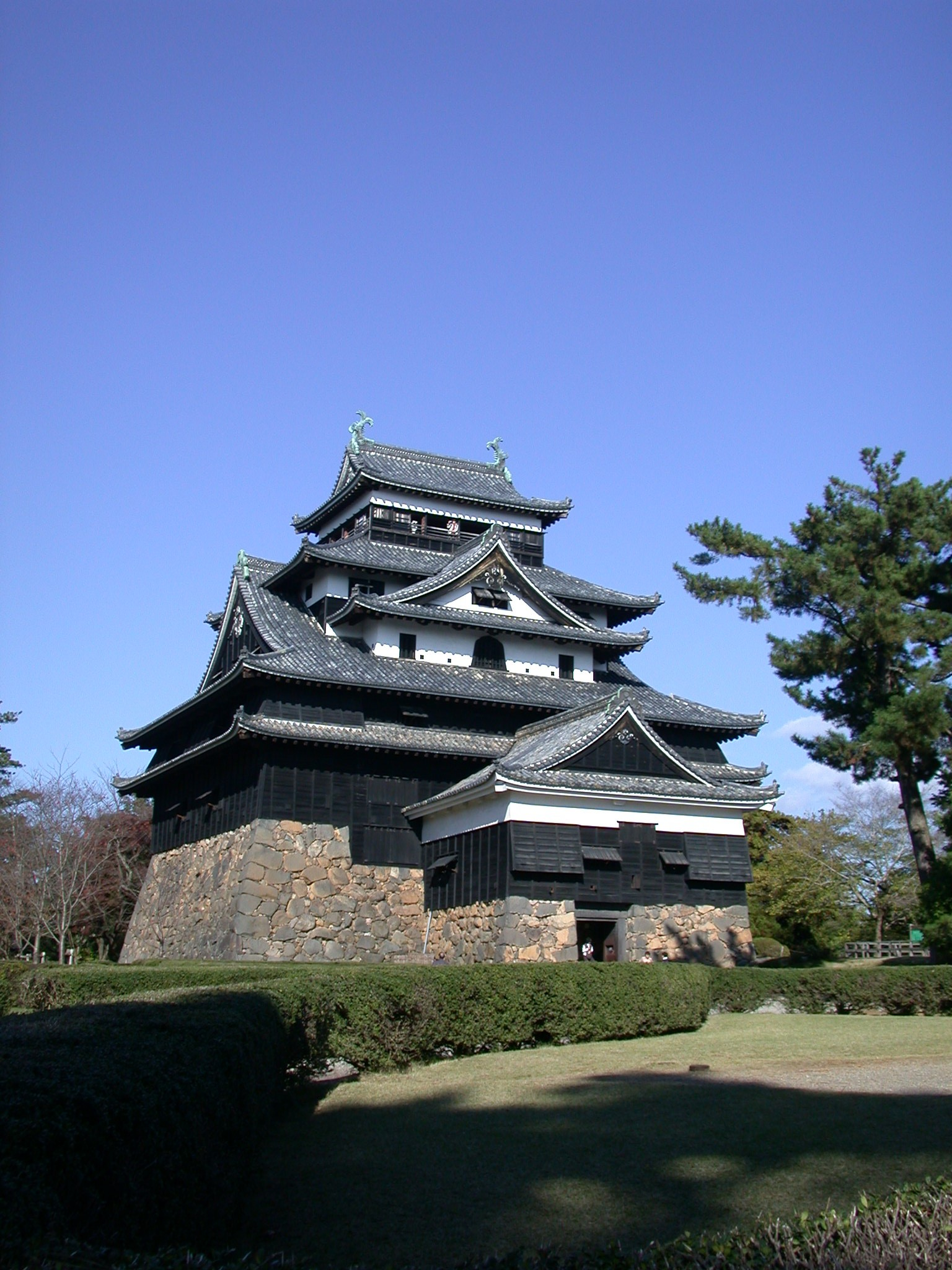
천수

마쓰에성(일본어: 松江城 마쓰에조[*])은 시마네현 마쓰에시에 있는 평산성이다. 이명으로는 지도리 성(千鳥城)이며, 국보로 지정되었다.

## 개요
마쓰에 시내 북부에 위치해 있고, 남으로 흐르는 오하시가와 강을 바깥 해자로 삼고 있다. 양식은 윤곽연곽 복합식 평산성이다. 천수는 혼마루 중앙에 있으며, 천수의 서에서 남으로 걸쳐 니노마루가 배치되어 있고, 니노마루의 남쪽으로 한층 낮은 산노마루가 배치되어있다.
높이 30m, 5층6계의 천수는 모모야마 양식의 천수로 축성 당시 그대로 현존해 있어 국가 중요 문화재로 지정되었다.
에도 시대에는 마쓰에번의 번청으로 이즈모 지방의 정치 경제의 중심지였다. 현재는 마쓰에조잔 공원(松江城山公園)으로 마쓰에 시의 관광명소이다. 또, 벚꽃의 명소로 일본 벚꽃 명소 100선에도 뽑혔다.

## 역사
가마쿠라 시대부터 센고쿠 시대에 걸쳐, 이 지역에는 스에쓰구 성이 있었다.
아즈치모모야마 시대 ~ 에도 시대

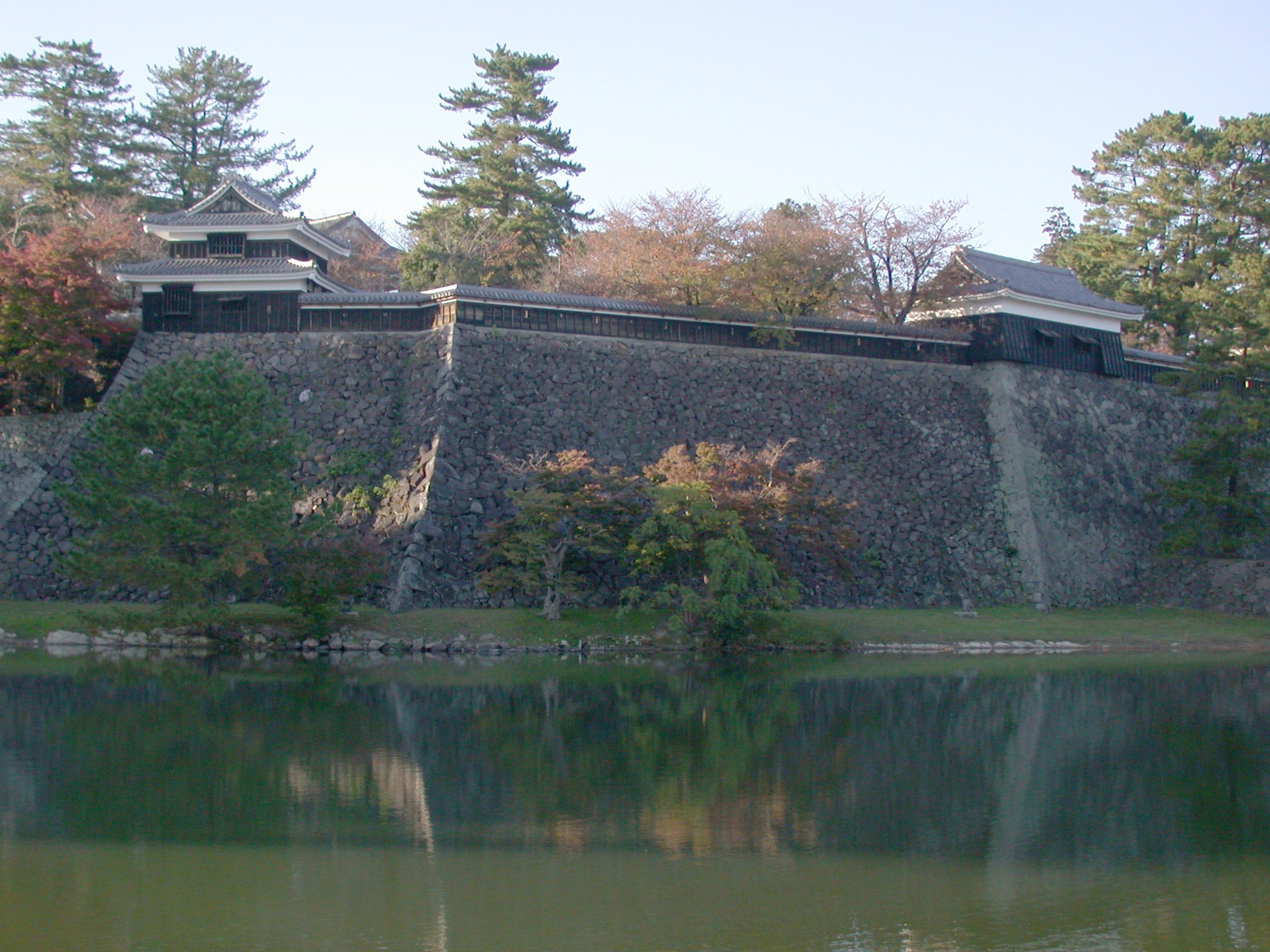
니노마루

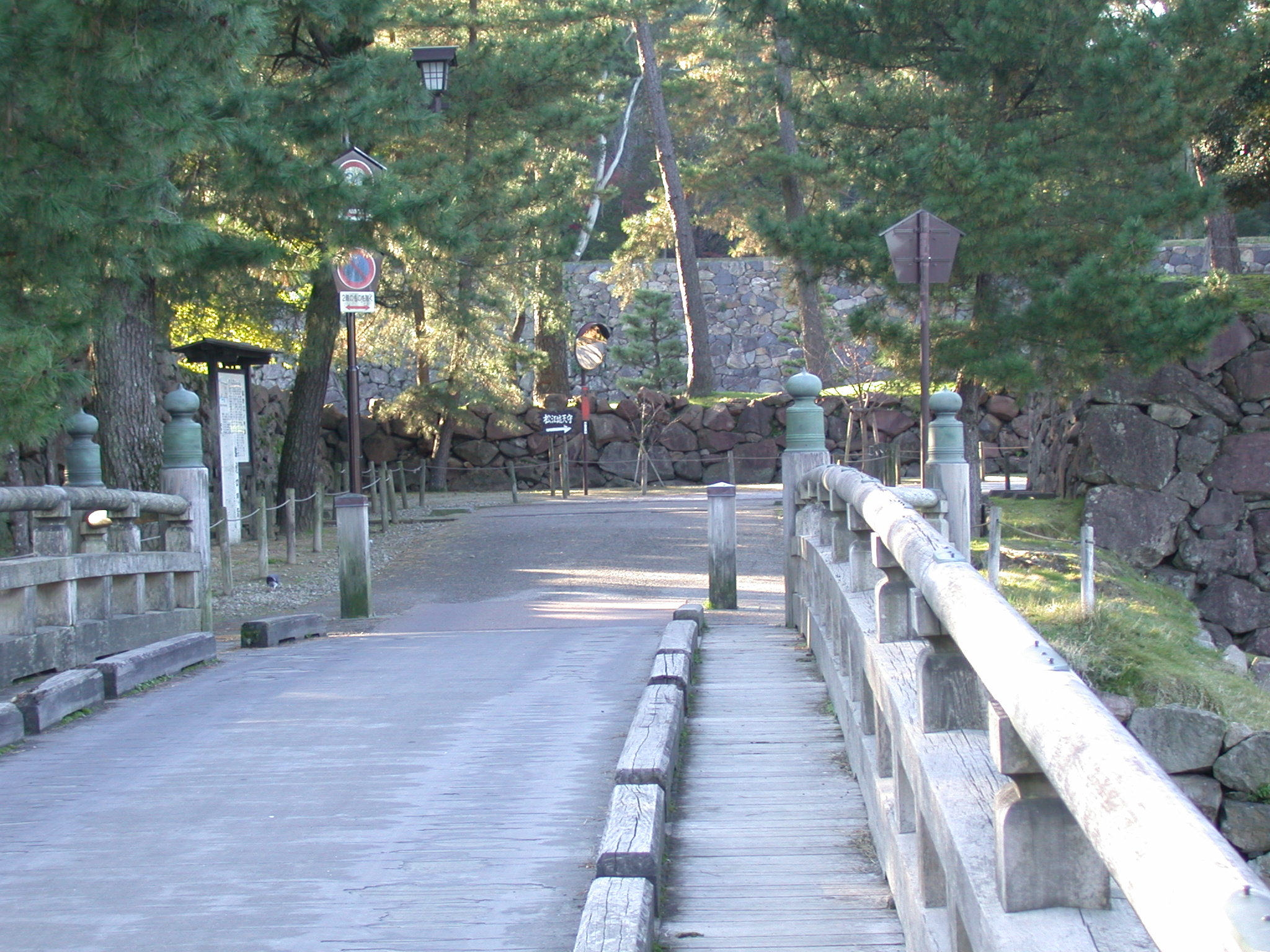
기타 소몬 다리

1600년 세키가하라 전투에서 전공을 올린 중로 호리오 요시하루와 다다우지 부자가 24만 석에 입봉되어 갓산 도다 성에 입성한다. 이렇게 하여 마쓰에번이 번으로서 성립되었다. 갓산 도다 성은 중세 산성으로 있여서 성하 마을 조성하는 데에는 한계가 있어 스에쓰구 성터를 새로운 축성지로 낙점하고, 1607년 스에쓰구 성이 있었던 가메다야마 산에 축성을 시작한다. 1611년 겨울, 마쓰에 성이 완성되었다. 하지만, 요시하루는 그 해 7월 완공은 눈 앞에 두고 급사했다. 1633년 3대 다다하루가 아이 없이 죽자, 호리오 씨는 가문이 단절되었고, 이를 대신해 1634년 교고쿠 다다타카가 에치젠국 오바마번에서 이즈모, 오키 2개국 26만 석에 입봉되어 입성한다. 이 무렵 산노마루를 개축되었다. 1637년 다다타카가 아이 없이 죽어 교고쿠 가문도 단절되자, 1638년 시나노국 마쓰모토 번에서 마쓰다이라 나오마사(유키 히데야스의 삼남)가 18만 6천 석에 입봉되어 입성한다. 이 후, 메이지 유신기까지 에치젠 마쓰다이라 가문이 이 지역을 다스렸다.
메이지 시대 이후
1871년(메이지 4년) 폐번치현으로 마쓰에 번이 폐번되자, 성의 주요 건물이 파각되지 시작해 1873년(메이지 6년) 폐성령이 공포되어 본격적으로 성의 건조물이 파각되었다. 천수도 매각되었지만, 다행이 보존운동이 일어나 천수는 파각을 면했다. 1934년(쇼와 9년) 성은 국가 사적으로 지정되었고, 1935년(쇼와 10년) 천수가 국보(舊 국보: 지금의 중요 문화재)로 지정되었으며 1950년(쇼와 25년) 문화재보호법의 재정으로 다시금 천수가 중요 문화재로 지정되었다. 1960년(쇼와 35년) 혼마루 이치노 문과 미나미 다몬 일부를 복원한다. 1994년(헤이세이 6년)에는 산노마루와 니노마루를 연결한 지도리 다리(千鳥橋)와 니노마루 하단의 기타 소몬 다리(北惣門橋)를 복원하였다. 2000년(헤세 12년) 니노마루 미나미 망루와 담(40m)를 복원하였고, 다음해인 2001년(헤세 13년) 니노마루 나카 망루, 다이코 망루와 담(87m)를 복원했다.
2006년 4월 6일 일본 100대 명성에 선정되었다.

## 민속 자료
전승
천수대의 석벽을 쌓지 못하고 계속 붕괴되자, 산 제물이 없으면 공사를 완료하지 못한다는 생각을 하게 된 일꾼들이 여기에 본오도리를 열어 그 중 가장 예쁘고, 가장 춤을 잘 추는 여자아이를 산 제물로 바치자는 의견에 도달하여 선택된 여자아이를 산 채로 묻었다고 한다. 석벽은 훌륭하게 완성되어 공사도 무사히 마쳤지만, 성주 부자가 영문도 모르게 빨리 죽어 가문은 단절되었다. 사람들은 이를 저주로 여겼기 때문에 성의 천수각은 방치되고 있었다. 이후, 마쓰다이라 가문이 입성하고 나서는 훌쩍훌쩍 우는 소리가 성에서 들리기 시작했다는 전설이 있다. 또, 성이 흔들린다는 전설에서 본오도리를 추지 않는다. (고이즈미 야쿠모《산 제물이 된 딸아이》 등)

## 관광

### 교통
- 마쓰에역(서일본 여객철도 산인 본선) 하차 후, 버스로 환승「시마네 현청앞」하차
- 마쓰에신지코 온천 역 하차 (이치바타 전차 기타마쓰에 선)

### 주변 문화시설 및 관광명소
- 고운가쿠 - 서양식 건물로 성안에 위치함
- 고이즈미 야쿠모 기념관
- 다마쓰쿠리 온천
- 다네베 미술관
- 메이메이안 - 다실
- 시마네 현립 미술관
- 신지호

## 같이 보기
- 일본 3대 호반성
  - 다카시마성
  - 마쓰에 성
  - 제제 성